# Министерство на енергийно-суровинните ресурси на България
Министерството на енергийно-суровинните ресурси (МЕСР) е държавна институция в България с ранг на министерство, съществувало в периода 1984 – 1985 година.

## История
Създадено е с указ № 7 на 4 януари 1984 г. от реорганизацията на Министерството на металургията и минералните ресурси. Сред основните дейности са проучване, добив, преработка обработка и комплексно използуване на енергийно-суровинните ресурси в народното стопанство заедно със свързаните с това дейности: научноизследователска, проектно-конструкторска, проектантска, пласментно-снабдителска, вътрешна и външна търговия, внос и износ, транспорт, ремонт, капитално строителство и други. Министерството отговаря за контролирането и координирането дейностите по ефективното използване на енергията и суровините, по внедряването на особено важните за страната нови видове горива и материали, нискоенергоемки и материалоемки технологии и изделия и упражняване на държавен надзор за изпълнението на партийните и правителствените решения за икономии на енергийно-суровинни ресурси. 
С указ № 1600 от 18 май 1985 година е разделено на Министерство на металургията, Министерство на снабдяването и Министерство на енергетиката.

## Структура
- Централно управление
  - Ръководство
    - министър
    - заместник-министри
    - главен секретар

  - Колегиални органи
    - Колегиум